# Grabentour bei Freiberg
Die Grabentour ist ein landschaftlich äußerst reizvoller bergbauhistorischer Wanderweg etwa 10 km nördlich von Freiberg in Sachsen. Er führt im Tal der Bobritzsch von der Wünschmannmühle in Krummenhennersdorf bis zum IV. Lichtloch des Rothschönberger Stollns in der Gemeinde Reinsberg. Sie folgt dabei dem Verlauf des großteils erhaltenen namensgebenden Kunstgrabens, der Mitte des 19. Jahrhunderts zum Bau dieses bis heute der Wasserhaltung des Freiberger Silbererzbergbaus dienenden Stollens angelegt wurde. Das Gesamtsystem des Kunstgrabens ist 3557 m lang, wovon 1905 m als Rösche in den Fels geschlagen wurden und somit unterirdisch verlaufen.

## Verlauf
Der Weg führt zunächst vorbei an historischen Hochwassermarken an der Bobritzsch entlang bis zum Mundloch der ersten, der Buchenbach-Rösche, schneidet eine Flussschleife ab und geht dann unmittelbar an der Bobritzsch weiter bis zum Austritt des Kunstgrabens aus der ersten Rösche, dem er dann auf halber Hanghöhe weiter folgt zu einem ehemaligen Quarzitsteinbruch, an dem auch die zweite Rösche, die sogenannte Porzellanfelsenrösche, beginnt. Nachdem man den Bergsattel umgangen hat, führt der Graben wieder offen weiter bis zu einem Sperrschieber, mit dem das Wasser im Notfall in die Bobritzsch abgeleitet werden konnte. Dort kann der Wanderer mit einem Abstecher hinab zum Bobritzschufer eine Zitzenfichte bestaunen.
Schließlich gelangt man hinauf zur Halde des V. Lichtlochs, wo Fundamente der historischen Bergschmiede erhalten sind. Das V. Lichtloch selbst ist verschlossen, die Radstuben sind verfüllt und der Kunstgraben ist nicht mehr durchgängig. Auch sind sämtliche Röschen verbrochen und nicht begehbar.
Kurz nach dem Lichtloch tritt der Kunstgraben wieder zutage und führt nach ca. 800 m zur vierten (Buchenborn-)Rösche am Kroatenstein, um den sich die Legende vom Tausendtalersprung rankt. Dort zweigt auch der alte Mühlgraben zur Mühle unter dem Reinsberger Schloss ab.
Nach einem schönen Weg durch Buchenhochwald erreicht man die Reinsberger Rösche, die kurz vor Reinsberg an der sogenannten Königslaube wieder zutage tritt und das Wasser zum IV. Lichtloch leitete, um auch dort Gestein, Bergleute, Werkzeug und Wasser zu heben. Die Energie des Wassers wurde also zweimal genutzt.

## Geschichte
Von 1844 bis 1847 wurde für die Abteufung des IV. und V. Lichtlochs ein Kunstgraben angelegt, der als bergmännische Hilfsanlage Aufschlagwasser für die Kunst- und Kehrräder am IV. und V. Lichtloch des Rothschönberger Stollns aus der Bobritzsch heranführte.
Das Kehrrad diente zur Förderung des bei der Auffahrung abgebauten Gesteins und zum Transport der Bergleute und von Werkzeugen in den und aus dem Schacht. Die Kunstgezeuge zur Wasserhaltung wurden von Schwamkrug-Turbinen angetrieben.
Der Bau des Kunstgrabens war die Voraussetzung für die Abteufung der beiden Lichtlöcher und den Bau des Rothschönberger Stollns im sogenannten Gegenortvortrieb. Er wurde von denselben Arbeitern unter Aufsicht eines Berghauptmanns durchgeführt.

## IV. Lichtloch
Das IV. Lichtloch ist als historisches Ensemble mit Huthaus, Schacht- bzw. Treibehaus, Bergschmiede und Bergzimmerei erhalten und wird vom Verein Viertes Lichtloch des Rothschönberger Stolln ehrenamtlich gepflegt. Der 87 m tiefe Schacht ist offen, auch wurde die sehenswerte Radstubenkaue der beiden 11,90 m großen Kunsträder sowie die Abzugsrösche freigelegt, mit der das Kunstwasser nach getaner Arbeit in den Reinsberger Dorfbach abfloss. Eine historische Ausstellung zum Stollenbau lädt zum Besuch ein, eine funktionsfähige Handhaspel und die Fundamente des Pulverturms können besichtigt werden. Auch sind Eheschließungen möglich.

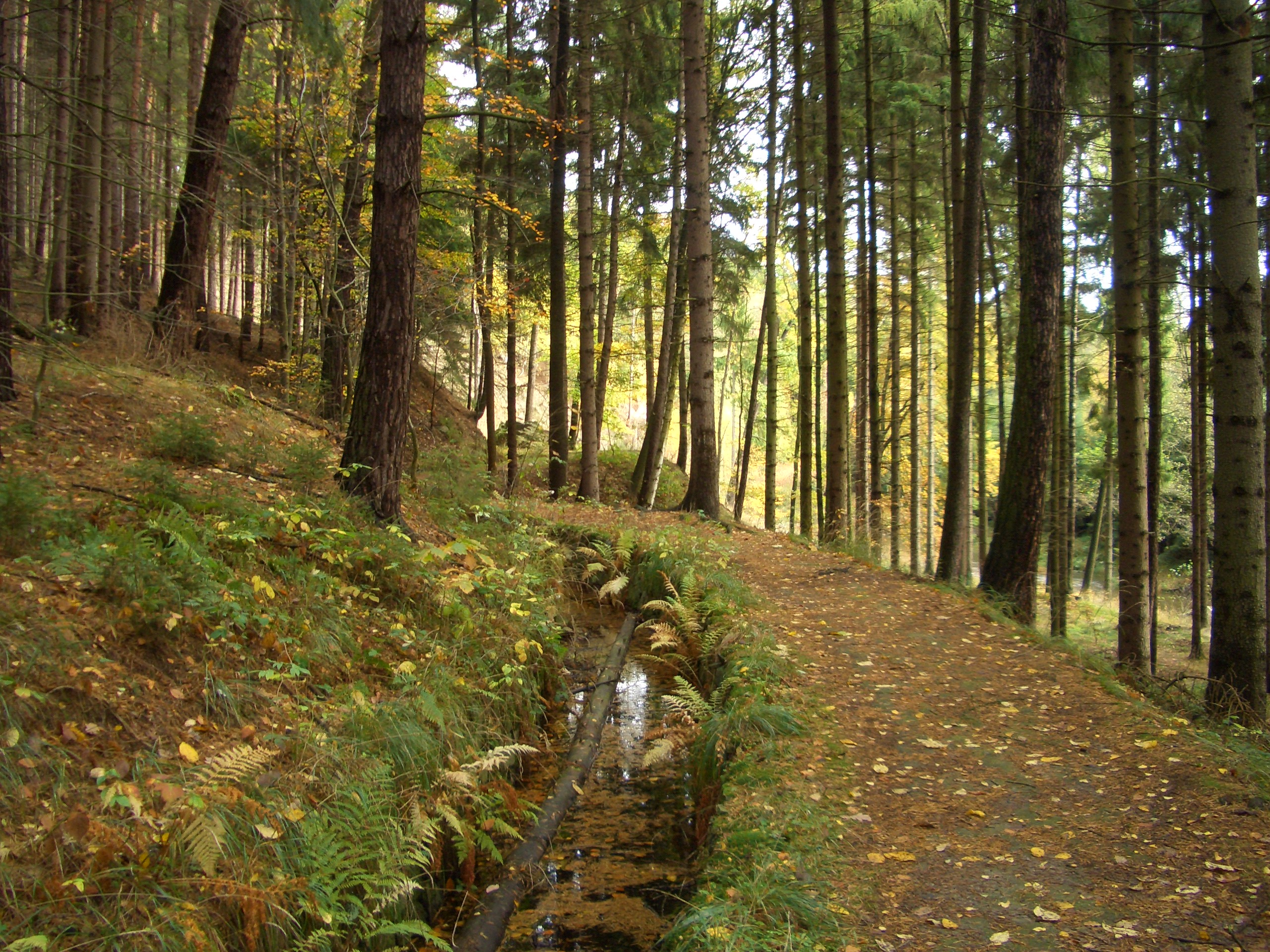
Wanderweg der Grabentour, links der ehemalige Graben
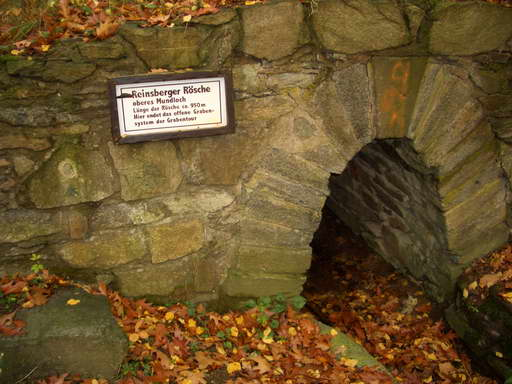
Oberes Mundloch der Reinsberger Rösche
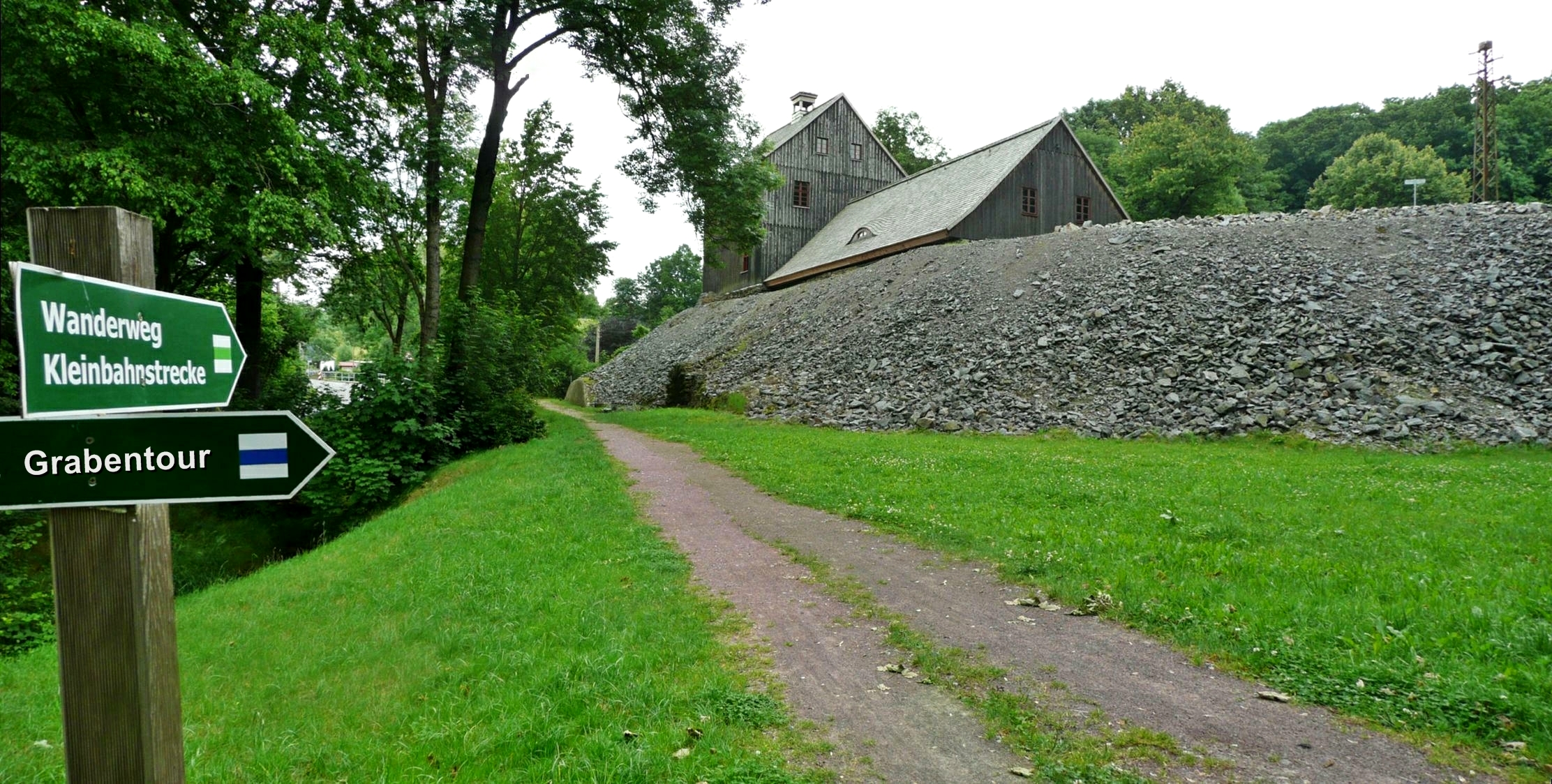
Halde, Treibehaus und Radstubenkaue des IV. Lichtlochs des Rothschönberger Stolln